# 高頭冴子シリーズ
『高頭冴子シリーズ』は、PHP研究所より発売されている中山七里による警察小説のシリーズ。主人公は警部の高頭冴子。

## 主な登場人物
高頭冴子（たかとう さえこ）
千葉県警の警部。身長180cm。
柔道や剣道等の武道にいずれも強い。
高い身体能力を持つ。異名は『千葉県警のアマゾネス』。
県警捜査一課内で検挙率トップの班を率いる。

## シリーズ一覧
- 『逃亡刑事』ISBN 978-4-569-83701-7
- 『越境刑事』ISBN 978-4-569-85270-6